# Epidendrum octomerioides
Epidendrum octomerioides är en orkidéart som beskrevs av Rudolf Schlechter. Epidendrum octomerioides ingår i släktet Epidendrum och familjen orkidéer. Inga underarter finns listade i Catalogue of Life.